# Ratečevo Brdo
Ratečevo Brdo je naselje u slovenskoj Općini Ilirskoj Bistrici. Ratečevo Brdo se nalazi u pokrajini Notranjskoj i statističkoj regiji Notranjsko-kraškoj. 

## Stanovništvo
Prema popisu stanovništva iz 2002. godine naselje je imalo 33 stanovnika.